# Prepona virago
Prepona virago är en fjärilsart som beskrevs av Biedermann 1938. Prepona virago ingår i släktet Prepona och familjen praktfjärilar. Inga underarter finns listade i Catalogue of Life.